# Écréhou

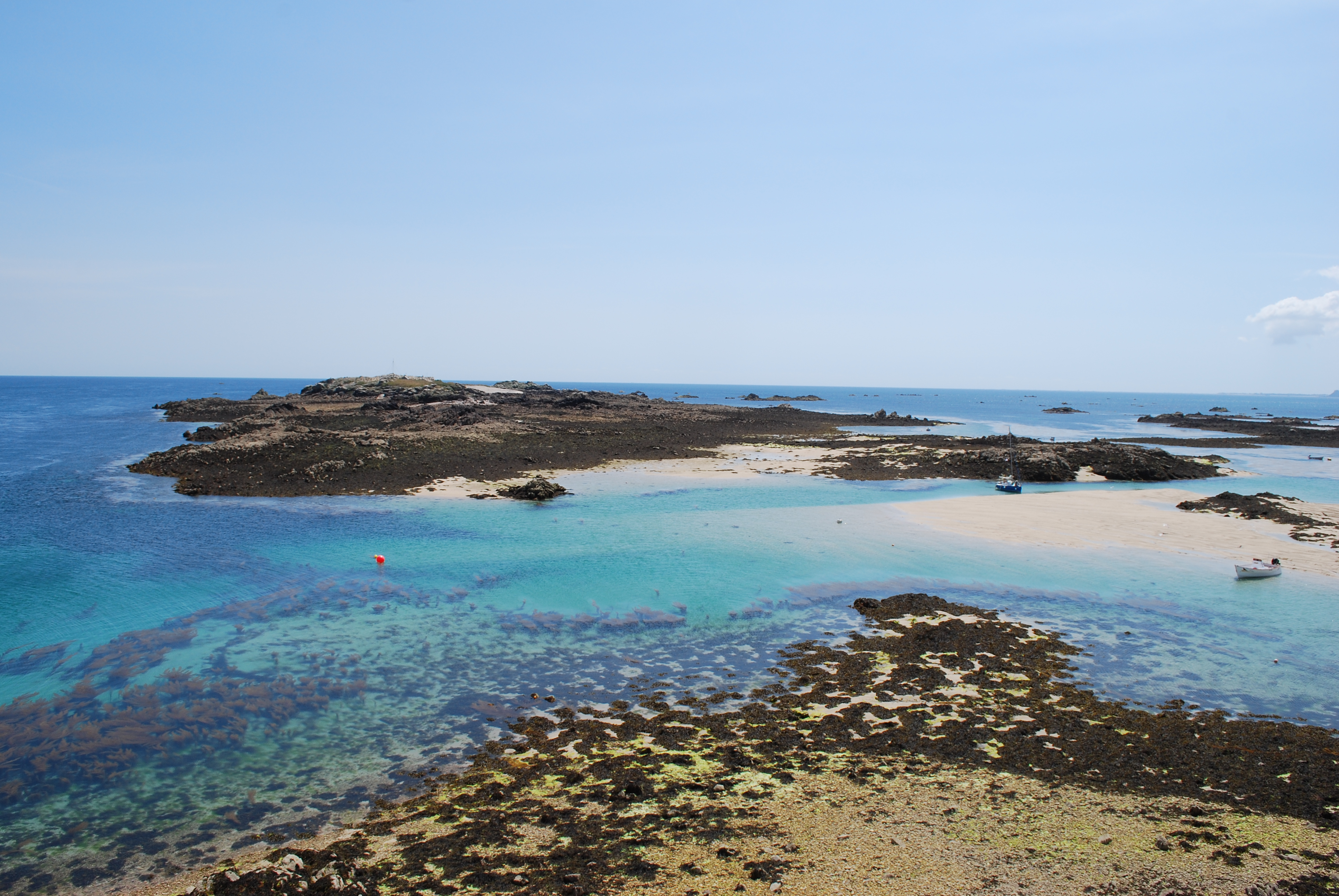
Maîtresse Île vue depuis Marmotière à marée basse.

Les Écréhou sont un petit archipel anglo-normand formé d’îles et de rochers situés dans la mer de la Manche. Certaines des îles sont submergées par la marée haute, la plupart de ces îlots sont inhabitables.

## Géographie
Les Écréhou (ou Écréhous) sont situées à un peu plus de 11 km au nord-est de Jersey et un peu moins de 15 km des côtes françaises du Cotentin, à hauteur de Portbail. L'archipel des Écréhou délimite, à l'ouest, le passage de la Déroute. 
Une fosse d'une trentaine de mètres de fond sépare l'archipel des Écréhou de l'île de Jersey dans le bras de mer du Ruau. Au contraire, à l'est de l'archipel, le passage de la Déroute recouvre des hauts-fonds de moins d'une dizaine de mètres de profondeur. L'Écrevière forme des hauts-fonds qui constituent des bancs de sable et de gravier qui émergent de l'eau à marée basse sur plus de deux mètres de haut.

## Géologie
Les Écréhou appartiennent au même ensemble géologique que les Dirouilles et les Pierres de Lecq (dites aussi les Paternosters).

## Toponymie
Le nom des Écréhou est tiré du vieux langage norrois apporté en Normandie par les Normands. hólmr, devenu hou, est un élément toponymique que l’on trouve aussi dans les noms de Jéthou, Lihou, Brecqhou, Burhou et autres îlots. Il signifie îlot et le h notait autrefois la fricative sourde [χ], proche d’un hr. On trouve également cet appellatif dans des noms de communes de Normandie comme Quettehou, sous la forme homme dans Robehomme, Saint-Quentin-sur-le-Homme et sous la forme houlme (Le Houlme), mais aussi de Scandinavie dans Stockholm et de Grande-Bretagne (ex. : Holm Island sur la Tamise). Parfois il a le sens de « prairie au bord de l'eau » ; dans certains cas -hou vient du vieil anglais hōh « terrain en pente ». La première partie procède peut-être de sker qui signifie récif.
Le nom de l'archipel est attesté sous la forme Escrehou en 1203.
Les principales îles de l’archipel sont (nom jersiais en italique) :
- la Maîtresse Île (la Maîtrech’Île), la plus grande des îles, mesure 300 mètres de long sur 150 mètres de large. Elle présente les ruines d’une chapelle et d'un prieuré ;
- la Marmotière (la Marmotchiéthe), plus petite que la précédente, mesure 150 mètres de long sur 80 mètres de large. Elle possède quelques maisons groupées servant de refuge à des pêcheurs et de villégiature à des Jersiais l’été. Ces maisons-îles sont tassées les unes contre les autres. Il y a même une très officielle Maison des Douanes au sommet de laquelle flotte l’Union Jack. Le navigateur Alex Thomson y possède une maison ;
- la Blanche Île (lé Bliantch’Île) plus petite, est reliée à celle de la Marmotière par un banc de sable submersible à marée haute de près de cent mètres de long et qui forme comme une longue presqu'île de la Marmotière à marée basse.

Et quelques rochers appelés :
- les Demies (les D’mies) ;
- la Grande Noire (la Grand' Naithe) ;
- l'Écrevière (l’Êtchièrviéthe) ;
- le Fou (Lé Fou) ;
- la Frouquie (la Froutchie).

## Statut politique
Administrativement, ces îles appartiennent à la paroisse de Saint-Martin et dépendent donc du bailliage de Jersey, dans les îles Anglo-Normandes.

## Environnement
Les Écréhou sont, avec les Dirouilles, reconnus au titre de site Ramsar depuis le 2 février 2005.

### Faune
L'archipel est un lieu de rassemblement des mammifères suivants :
- le phoque gris en importante quantité ainsi que le veau marin ;
- grands dauphins[3], marsouins et dauphins communs sont présents au large.

## Histoire
Les îlots, ainsi que toutes les îles Anglo-Normandes et le comté de Cotentin, furent annexés au duché de Normandie en 933. Après Guillaume le Conquérant et la conquête de l’Angleterre en 1066, les Écréhou firent partie de l’ensemble anglo-normand et ne furent pas réclamées par Philippe Auguste en 1204 lors de l’annexion du duché. En 1259, le roi Henri III d'Angleterre rendit pourtant un hommage au roi Saint Louis pour les îles normandes, dont les Écréhou.
De 1793 à 1815, les Écréhou servirent de bases pour les raids anglais vers le continent.
Les îles principales étaient fréquentées par des Jersiais, propriétaires de cabanes. Ces paysans exploitaient des fermes dans la paroisse de Saint-Martin et rejoignaient l’archipel afin d’y pêcher et de couper du varech aux époques autorisées.
Un projet de pont ou de tunnel Jersey-France pourrait concerner l'archipel des Écréhou, notamment en cas de construction d'un ouvrage d'art d'une longueur de 22 kilomètres. Les Écréhou et le banc de l’Écrevière pourraient être des bases de support pour un éventuel pont.

### Contrebande
Inhabitables, les Minquiers et les Écréhou servirent de repaire aux contrebandiers, notamment au XIXe siècle, pour « y cacher pendant quelques semaines les denrées qu’ils cherchaient à introduire clandestinement en France ou à Jersey » (Charles de La Morandière). Selon les époques et les besoins, ils virent ainsi transiter des « indiennes », des draperies, de la laine, du plomb, de l’étain et du tabac (tous produits dits de « commerce libre », alimentés par les cargaisons ramenées par les corsaires depuis 1689).
L’historien Robert Sinsoilliez rapporte dans son ouvrage consacré aux Minquiers et aux Écréhou qu’en 1757, lors de la levée d’une carte topographique de Jersey, un observateur consignait dans son livre de bord : « Ils font du trafic de toutes sortes de marchandises prohibées en France qu’ils introduisent avec quantité de tabac dans les Provinces de Normandie et de Bretagne dont ils tirent des sommes considérables. » Ces îles, fournissant des caches nombreuses et inaccessibles, ils passaient en fraude de grandes quantités de tabac à fumer ou à chiquer. Jersey était alors un lieu de production de tabac. De leur côté, les Français, bien qu’indésirables et surveillés par la douane, utilisaient ces îles comme base logistique pour le trafic du « trois-six », un alcool qui parvenait via des tonneaux aux faux fonds transportés sur les cotres dans les différents ports de Jersey. L’alcool était fortement taxé par les Britanniques.
Elles sont aujourd’hui visitées par des vacanciers ou servent de refuge à quelques pêcheurs.

### Souveraineté
En 1886, la France réclame pour la première fois la souveraineté sur ces rochers incultes. Et par la suite, l’affaire est portée en 1950 devant la Cour internationale de justice (CIJ) qui confirme à la couronne britannique sa possession des îlots des Écréhou et des Minquiers, comme dépendance de Jersey le 17 novembre 1953.
Le droit de Jersey, héritier du droit normand, permet à toute personne restant quarante ans plus un jour sur un territoire inhabité de réclamer au duc de Normandie d’y devenir son représentant légal. Ce droit fut  invoqué par deux personnages ayant longtemps vécu dans l'archipel. 
Le premier, Philippe Pinel, qui vécut sur Blanche Île de 1848 à 1898 et « donna » ses « droits » à la reine Victoria. 
Le second, Alphonse Le Gastelois, trouva refuge sur l’île de Marmotière et y vécut quatorze ans, d'avril 1961 à juillet 1975. Injustement suspecté d'être l'auteur d'une série d'agressions sexuelles perpétrées par celui que la presse d'alors appela « la Bête de Jersey », il fut mis au pilori par la vindicte populaire, malgré l'arrestation du véritable coupable. « Jersey m'a crucifié », dira-t-il vingt ans plus tard. Il réclama officiellement à Élisabeth II, duc de Normandie, le titre de seigneur des Écréhou, évoquant le vieux droit normand. Sa requête fut jugée irrecevable, sa présence sur l'île n'ayant pas atteint la durée nécessaire. Alphonse le Gastelois est mort le 3 juin 2012.
En 1993 enfin, et une nouvelle fois en 1994, des Français venus de Normandie prennent possession des îles, y plantèrent le drapeau normand et une messe y est célébrée.
Cette manifestation pacifique a pour but de protester par un geste symbolique contre les nouveaux règlements des zones de pêche dans la Manche. En 1994, la reconduite de cette action est soigneusement observée par la police des États de Jersey, tout en gardant bien l’Union Jack, qui avait été outragé en 1993.

## Littérature
On doit à Charles Frémine une nouvelle intitulée le Roi des Écrehou (1884), parue chez E. Dentu à Paris. Le texte est disponible sur le site de la Bibliothèque de Lisieux.

## Pour approfondir